# Orden des Karađorđe-Sterns
Der Orden des Karađorđe-Sterns (serbisch Орден Карађорђеве звезде Orden Karađorđeve zvezde; auch Orden des Sterns von Karadjordje, Karageogewitsch-Orden oder Orden des Sterns von Karageorge) ist eine im Jahr 2010 neu gestiftete Auszeichnung der Republik Serbien. Der Name des Ordens bezieht sich auf Karađorđe, den Begründer der Dynastie Karađorđević, zu welcher der serbische König Petar I. gehörte, der den Orden am 1. Januar 1904 in Topola erstmals stiftete. Bis zum formalen Ende der Monarchie in Jugoslawien 1945, wurde diese Auszeichnung als „Anerkennung und Auszeichnung der für König und Vaterland erworbenen Verdienste im Krieg und im Frieden“ verliehen.

## Ordensdekoration

### 1904 bis 1945
Bis 1945 war das Ordenszeichen ist ein goldenes, weiß emailliertes Ruppertkreuz mit goldenen Strahlen in den Winkeln. Das Kreuz wird von der emaillierten serbischen Königskrone überragt, an der sich der Bandring befindet. Im blauen Medaillon das serbische Wappenschild, dass von einem weiß emaillierten Reif von der Inschrift За веру и слободу 1804 (Für Glaube und Freiheit 1804) umschlossen ist. Die Jahreszahl 1804 steht dabei für den hundertsten Jahrestag des Ersten Serbischen Aufstands. Im Revers der serbische Doppeladler mit einem blau emaillierten Reif mit der Inschrift Петар I 1904 (Petar I. 1904). Für Militärverdienste kam der Orden mit gekreuzten Schwertern durch die Kreuzarme zur Verleihung.
Die IV. Klasse ist lediglich aus vergoldeter Bronze gefertigt.

## Ordensklassen und Trageweise

### 1904 bis 1945
Der Orden wurde bis 1945 in vier Klassen gestiftet:
- I. Klasse, an einer Schärpe von der rechten Schulter zur linken Hüfte sowie mit einem brillantierten achtstrahligen Bruststern getragen. Auf dem Stern ist das Ordenszeichen ohne Königskrone aufgelegt. Lediglich an den russischen Zar Nikolaus II. sowie den türkischen Sultan Mehmed V. wurde sie als besonderer Gunstbeweis mit Brillanten verliehen.
- II. Klasse, getragen als Halsorden, zusätzlich mit einem etwas verkleinerten Bruststern.
- III. Klasse, getragen als Halsorden.
- IV. Klasse, an einem Dreiecksband auf der linken Brustseite getragen.

Das Dreiecksband ist für Zivilverdienste rot mit weißen Seitenstreifen und für Militärverdienste rot.

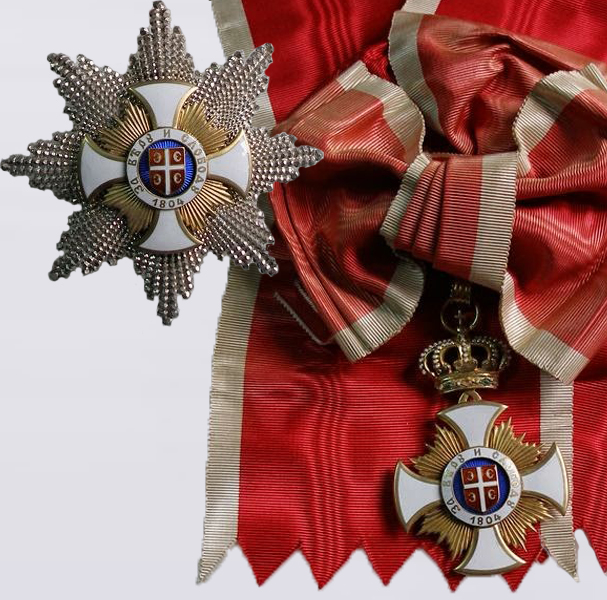
I. Klasse an Schärpe mit Bruststern
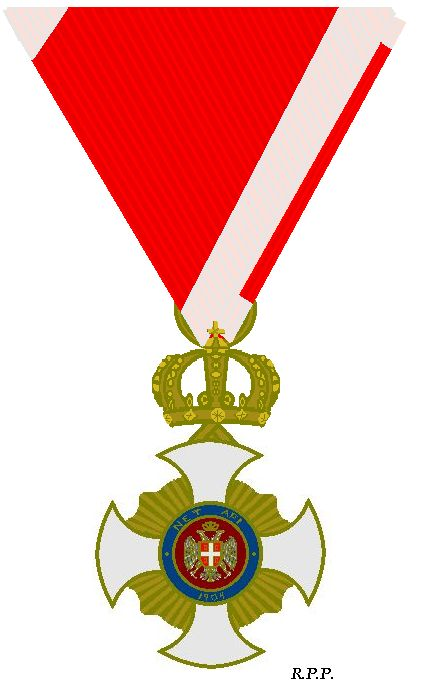
IV. Klasse für Zivilverdienste (Revers)
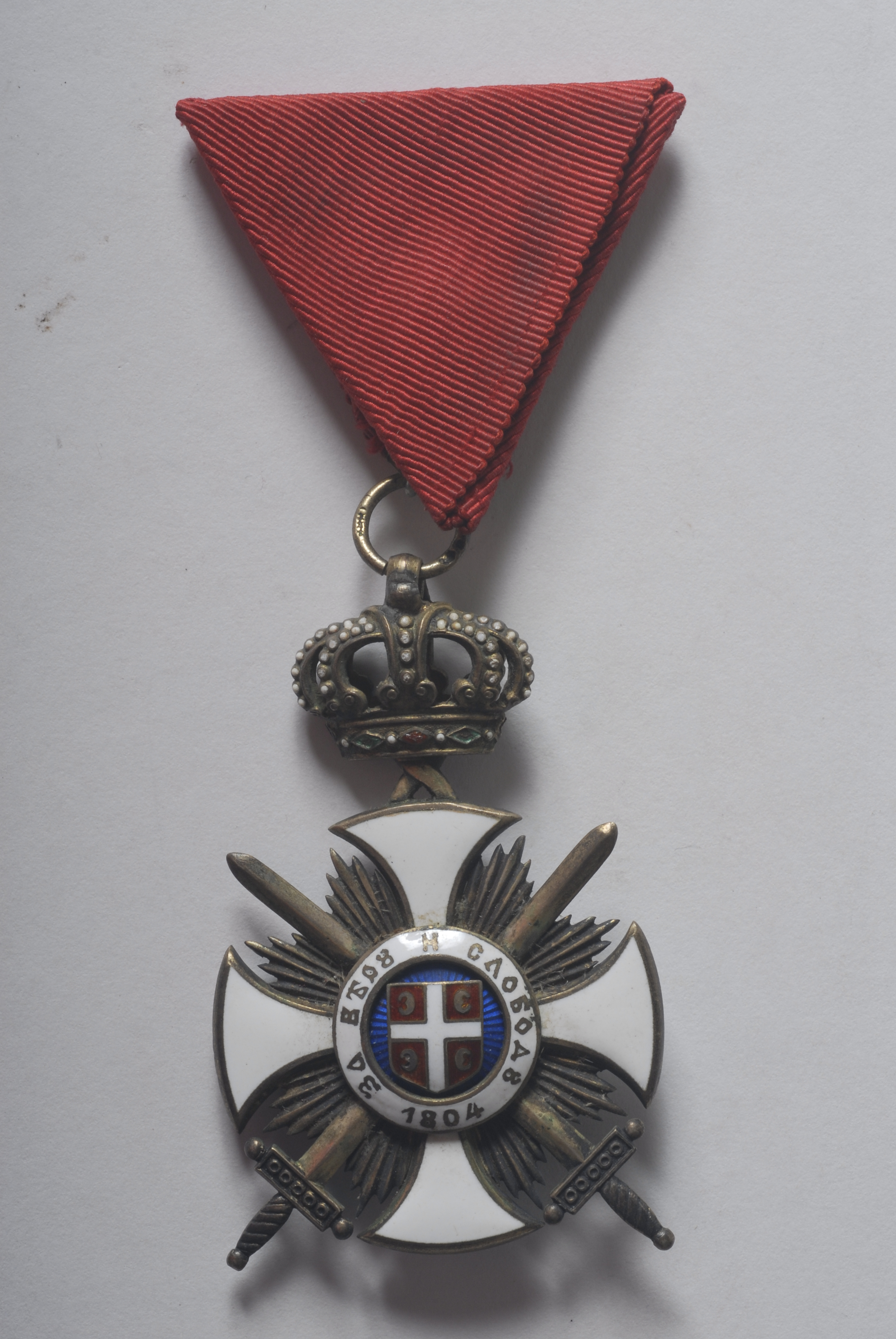
IV. Klasse mit Schwertern für Militärverdienste (Avers)

### Seit 2010
Der Orden wird seit 2010 mit veränderter Ordensdekoration in drei Klassen gestiftet.

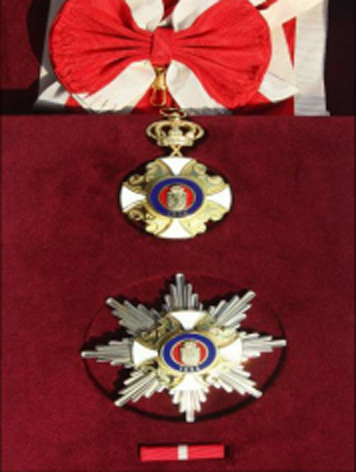
I. Klasse
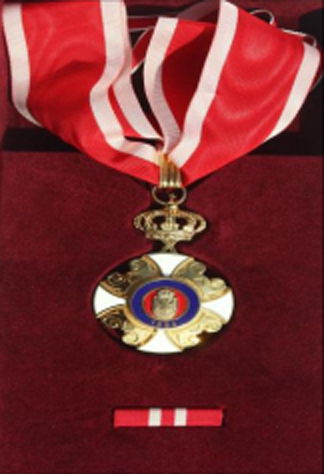
II. Klasse
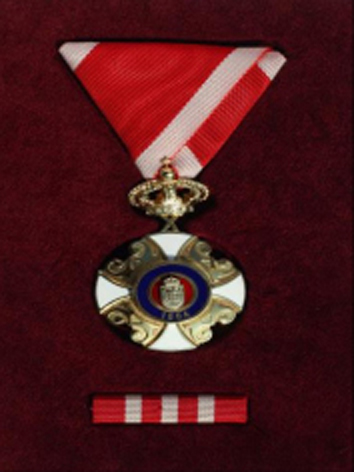
III. Klasse

## Bekannte Träger und Trägerinnen

### 1904 bis 1945
- Nikolaus II., I. Klasse mit Brillanten
- Mehmed V., I. Klasse mit Brillanten
- Pavle Đurišić (1907–1945), Tschetnik-Führer[4]
- Mane Rokvić († 1944), Tschetnik-Führer[5]; Verleihung Anfang 1942
- Divna Veković (1886–1944), jugoslawische Ärztin
- Flora Sandes (1876–1956), britische Krankenschwester und Soldatin der serbischen Armee
- Milunka Savić (zwischen 1888 und 1890–1973), Soldatin der serbischen Armee

### Seit 2010
- Novak Đoković (* 1987), I. Klasse, serbischer Tennisspieler; Verleihung 2012[6]
- Peter Handke (* 1942), I. Klasse[7], österreichischer Schriftsteller und Übersetzer; Verleihung 2021[8]
- Sebastian Kurz (* 1986), ehem. österreichischer Bundeskanzler; Verleihung 2021[9]
- Wladimir Putin[10] (* 1952) russischer Staatspräsident
- Viktor Orbán[10] (* 1963), ungarischer Ministerpräsident
- Đuro Macut, (* 1963), serbischer Endokrinologe und Politiker; Verleihung 2024[11]
- Markus Söder, (* 1967), bayerischer Ministerpräsident; Verleihung 2024[10]